# Curtiss-Wright Model 21
De Curtiss-Wright Model 21 was een uit Amerika afkomstig jachtvliegtuig dat tijdens de Tweede Wereldoorlog door China en Nederlands-Indië werd gebruikt.

## Nederlands-Indië
Aan het begin van de Tweede Wereldoorlog bestelde de Nederlandse regering 24 CW-21's voor de luchtverdediging. Doordat Nederland in mei 1940 werd bezet werd de bestelling in Nederlands-Indië afgeleverd voor gebruik bij de ML-KNIL (samen met een aantal CW-22 lestoestellen). Deze toestellen weken iets af van de Chinese CW-21's. Zo had de Nederlandse versie een inwaarts-intrekkend landingsgestel, een iets grotere brandstoftank, twee 7,62 mm machinegeweren in de vleugels en twee 12,7 mm machinegeweren in de neus. Deze aanpassingen zorgde ervoor dat de Nederlandse versie 13 km/h sneller kon vliegen op zeeniveau.
De eerste CW-21's werden geleverd in juni 1940 aan afdelingen 2-VLG-IV en 1-VLG-V. Toen de oorlog uitbrak op 8 december 1941 hadden deze afdelingen pas 17 toestellen ontvangen. Het gebrek aan een goede bescherming voor de vlieger, lichte constructie en zelfdichtende brandstoftanks maakte de vliegtuigen enigszins vergelijkbaar met zijn tegenstanders. Qua vuurkracht was de CW-21 gelijk aan de Nakajima Ki-43 (Hayabusa), echter de Mitsubishi A6M Zero had een veel grotere vuurkracht. De klimsnelheid overtrof die van zijn tegenstanders ruim.
2-VLG-IV claimde vier luchtoverwinningen tegen de Japanners. Ze konden echter niet op tegen de grote aantallen vliegtuigen die Japan ter beschikking had, waardoor alle 24 CW-21's al redelijk snel verloren zijn gegaan tijdens gevechten en bombardementen.